# 2 Tessalonicenses 3
2 Tessalonicenses 3 é o terceiro e último capítulo da Segunda Epístola aos Tessalonicenses, de autoria do Apóstolo Paulo (junto com Silas e Timóteo), que faz parte do Novo Testamento da Bíblia.

## Estrutura
1. A confiança do apóstolo na igreja
a) Pede oração, v. 1,2
b) Crê que serão guardados do mal e permanecerão obedientes às suas instruções, v. 3,4
c) Ordena que esperem pacientemente a vinda de Cristo e que se separem dos irmãos que andam desregradamente, v. 5,6
2. O exemplo apostólico
a) De viver regradamente, v. 7
b) De manter-se com recursos próprios, a fim de dar bom exemplo, v. 8,9
c) De insistir em que os crentes trabalhem, v. 10
3. Admoestações finais
a) Acerca dos preguiçosos e dos intrometidos, v. 11,12
b) Acerca do trabalho persistente e do desobediente obstinado, v. 13,14
4. Bênção e saudação, v. 16-18

## Manuscritos originais
- O texto original é escrito em grego Koiné.
- Alguns dos manuscritos que contém este capítulo ou trechos dele são:
  - Codex Vaticanus
  - Codex Sinaiticus
  - Codex Alexandrinus
  - Codex Freerianus
  - Codex Claromontanus
- Este capítulo é dividido em 18 versículos.